# Phloeomys
 (décembre 2023).
Si vous disposez d'ouvrages ou d'articles de référence ou si vous connaissez des sites web de qualité traitant du thème abordé ici, merci de compléter l'article en donnant les références utiles à sa vérifiabilité et en les liant à la section « Notes et références ».
Genre
Phloeomys est un genre de rongeurs de la sous-famille des Murinés et que l'on rencontre uniquement sur l'île de Luçon, aux Philippines. Ils font partie des animaux désignés plus globalement sous le nom de rats des nuages.

## Liste des espèces
Ce genre comprend les espèces suivantes :
- Phloeomys cumingi (Waterhouse, 1839) - aussi appelé Rat de Cuming. Il peut mesurer jusqu'à 50 centimètres, ce qui en fait l'un des plus grands muridés terrestres.
- Phloeomys pallidus (Nehring, 1890) - Le Rat des nuages.

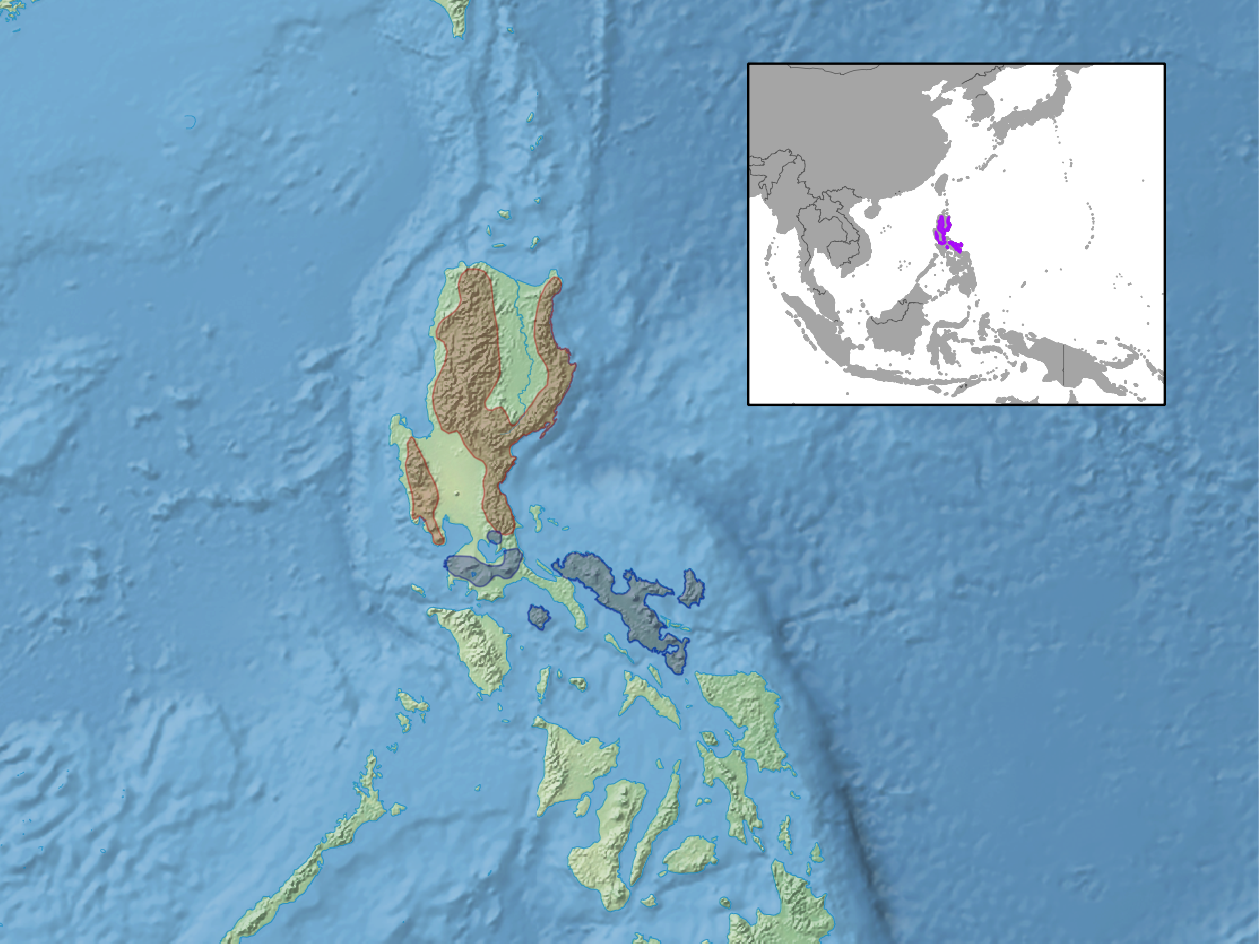
Carte de répartition aux Philippines: Phloeomys cumingi en bleu et Phloeomys pallidus en rouge.

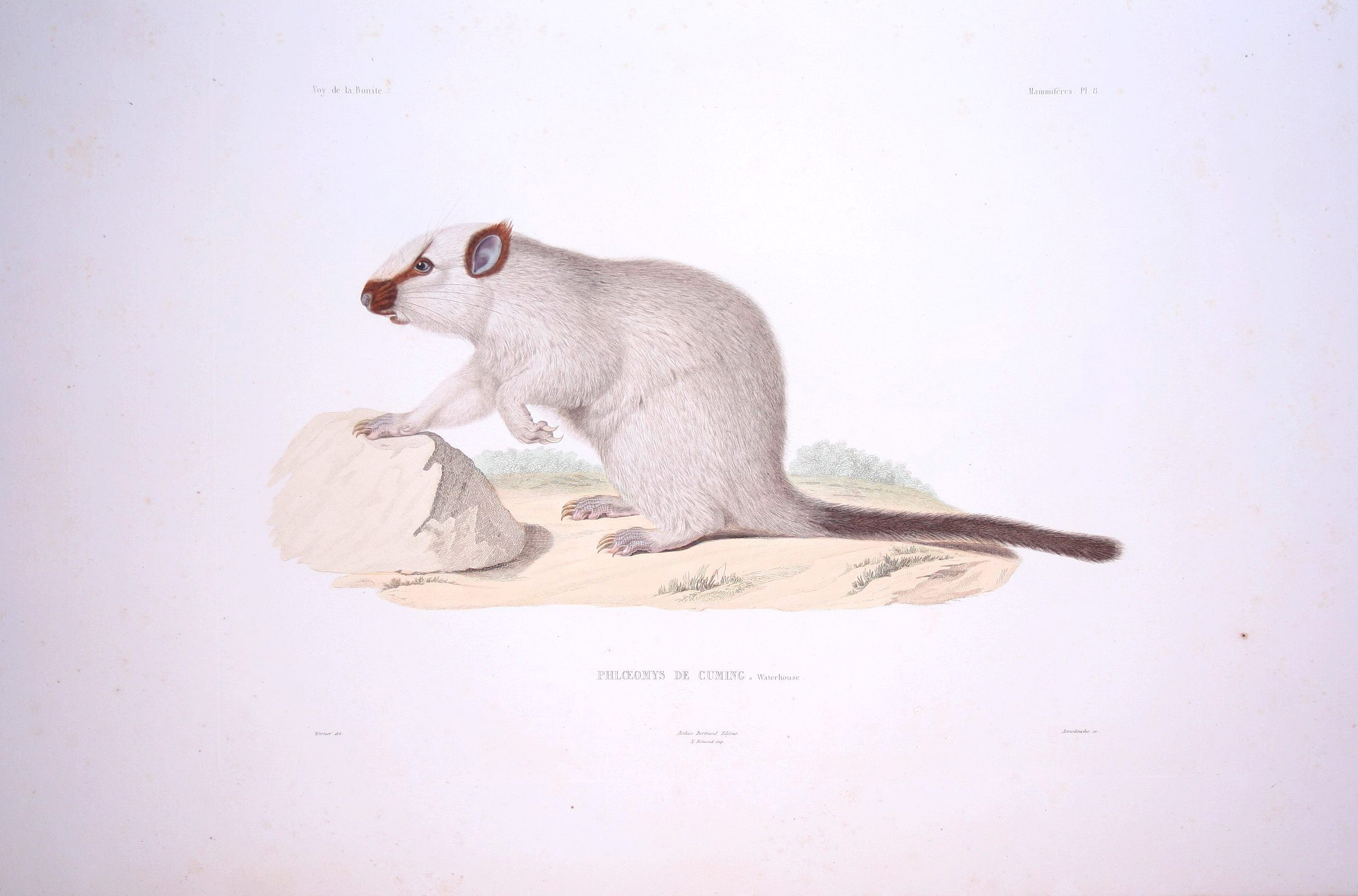
Phlœomys de Cuming, planche de lAtlas Zoologique du Voyage de la corvette La Bonite en 1852.